# Thomas Hitzlsperger
Thomas Hitzlsperger (ur. 5 kwietnia 1982 w Monachium) – niemiecki piłkarz grający na pozycji defensywnego lub lewego pomocnika. Brązowy medalista Mistrzostw Świata 2006. Nosi przydomek „The Hammer” ze względu na silne uderzenie z dystansu.

## Kariera klubowa
Hitzlsperger jest wychowankiem Bayernu Monachium. Od 2001 roku grał w zespole Aston Villa, dla którego w 99 spotkaniach zdobył osiem bramek. W tym samym roku na pewien czas został wypożyczony do Chesterfield. W 2005 roku podpisał dwuletni kontrakt z VfB Stuttgart, do którego dołączył na mocy prawa Bosmana. 22 lipca 2008 roku został wybrany nowym kapitanem drużyny po tym, jak z klubu odszedł dotychczasowy kapitan Fernando Meira.
5 czerwca 2010 podpisał trzyletni kontrakt z West Ham United. W sierpniu 2011 Hitzlsperger wrócił do Niemiec do zespołu VfL Wolfsburg. W 2012 roku przeszedł do Evertonu.

## Kariera reprezentacyjna
Od 2004 do 2010 roku występował w reprezentacji Niemiec. W 2006 roku został powołany przez Jürgena Klinsmanna na mistrzostwa świata. Na turnieju zagrał w zwycięskim meczu o trzecie miejsce z Portugalią. Ostatnie spotkanie w reprezentacji zagrał 11 sierpnia 2010 roku.
We wrześniu 2013 roku ogłosił zakończenie kariery. 

## Odznaczenia
- Krzyż Zasługi na Wstędze Orderu Zasługi Republiki Federalnej Niemiec (2020)[3]

## Życie prywatne
W styczniu 2014 ujawnił swoją orientację homoseksualną. „To był długi i trudny proces. Dopiero w kilku ostatnich latach uświadomiłem sobie, że wolę być z mężczyzną” – powiedział niemieckiemu tygodnikowi Die Zeit.